# 사바 쿰 FC
사바 쿰 FC(페르시아어: باشگاه فوتبال صبای قم)는 이란의 프로 축구 클럽으로 쿰을 연고로 하고 있다. 이전에는 테헤란을 연고로 하는 사바 배터리의 소유 구단인 사바 배터리 클럽이었지만, 2007년 쿰으로 옮기며 명칭을 변경하였다.

## 역사

### 설립
1974년 테헤란에 모헤마트 사지라는 이름의 축구 클럽이 설립되었다. 이 팀은 이란 축구 시스템의 하부 리그를 맴돌았지만 1980년대에는 테헤란의 대표 클럽으로 자리잡았다. 90년대 초반 클럽은 마한이라는 회사의 스폰서를 받았다. 이 후 클럽은 전자 회사인 사남의 스폰서를 받았다.

### 전환
2002년 이란 국방부의 명령 하에 클럽의 지분이 사바 배터리에 매각되었다. 이에 클럽의 재정 상태는 눈에띄게 호전되었고, 재능있는 선수들을 불러 모아 2년 만에 이란 프로 리그에 입성하였다.

### 이란 프로 리그
사바 쿰은 이란 프로 리그 2005/06 시즌에 데뷔하였다. 2005년 하즈피 컵 우승팀 자격으로 AFC 챔피언스리그에 진출하였으나 조별 예선을 통과하지 못하였다. 2008년 테헤란의 클럽 포화 상황으로 관중 수가 줄어들자 쿰으로 연고를 이전하였다.

## 외부 링크

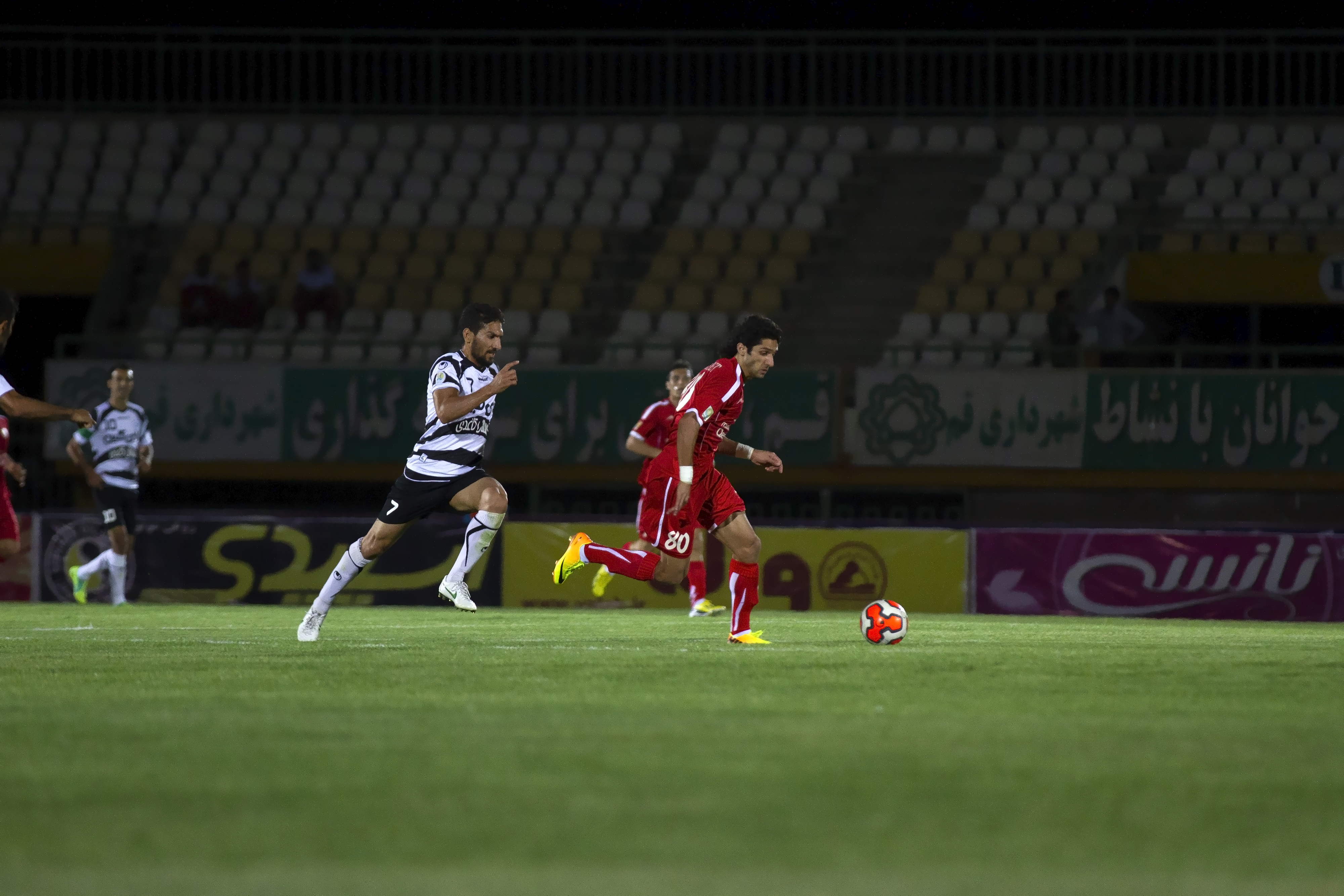
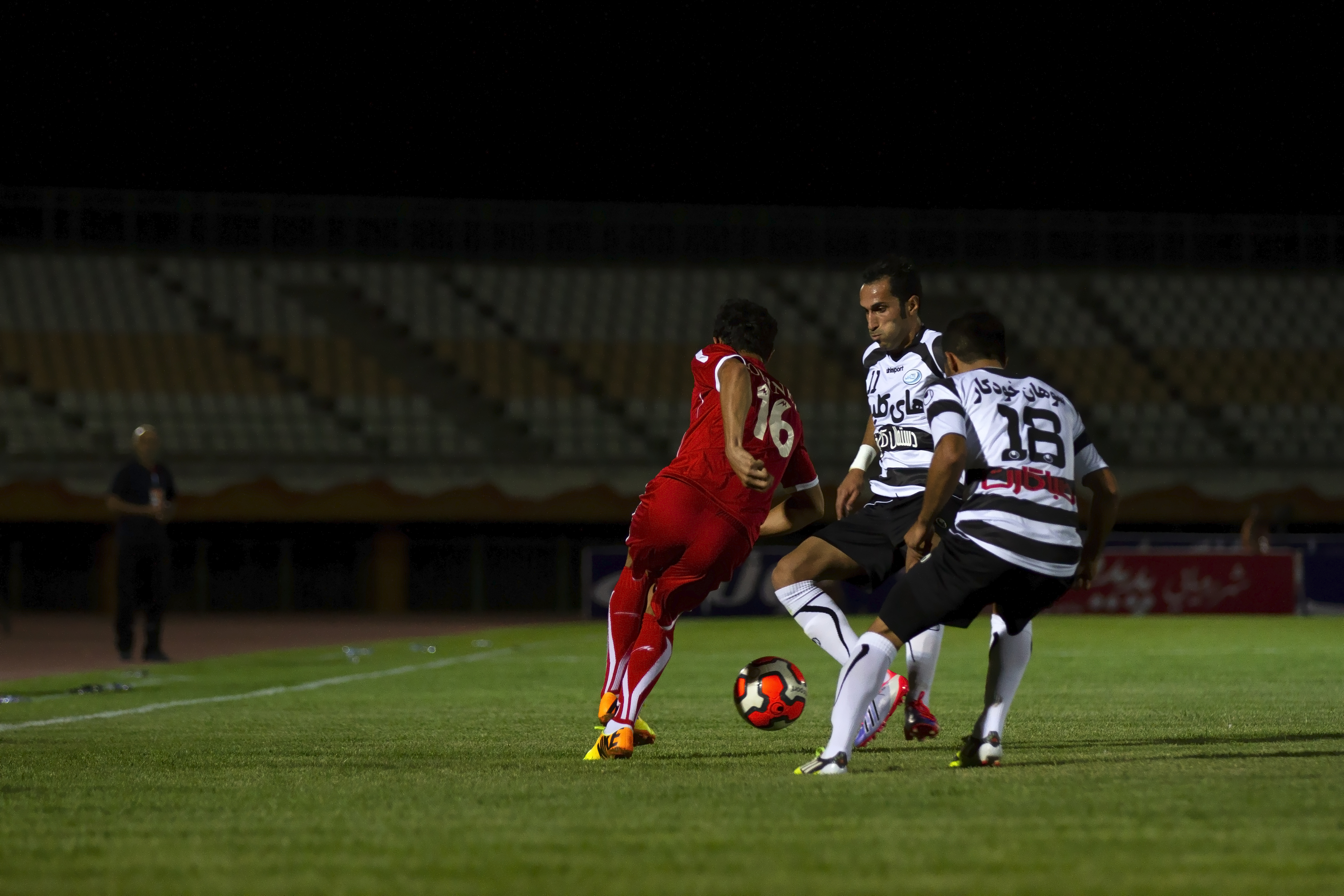
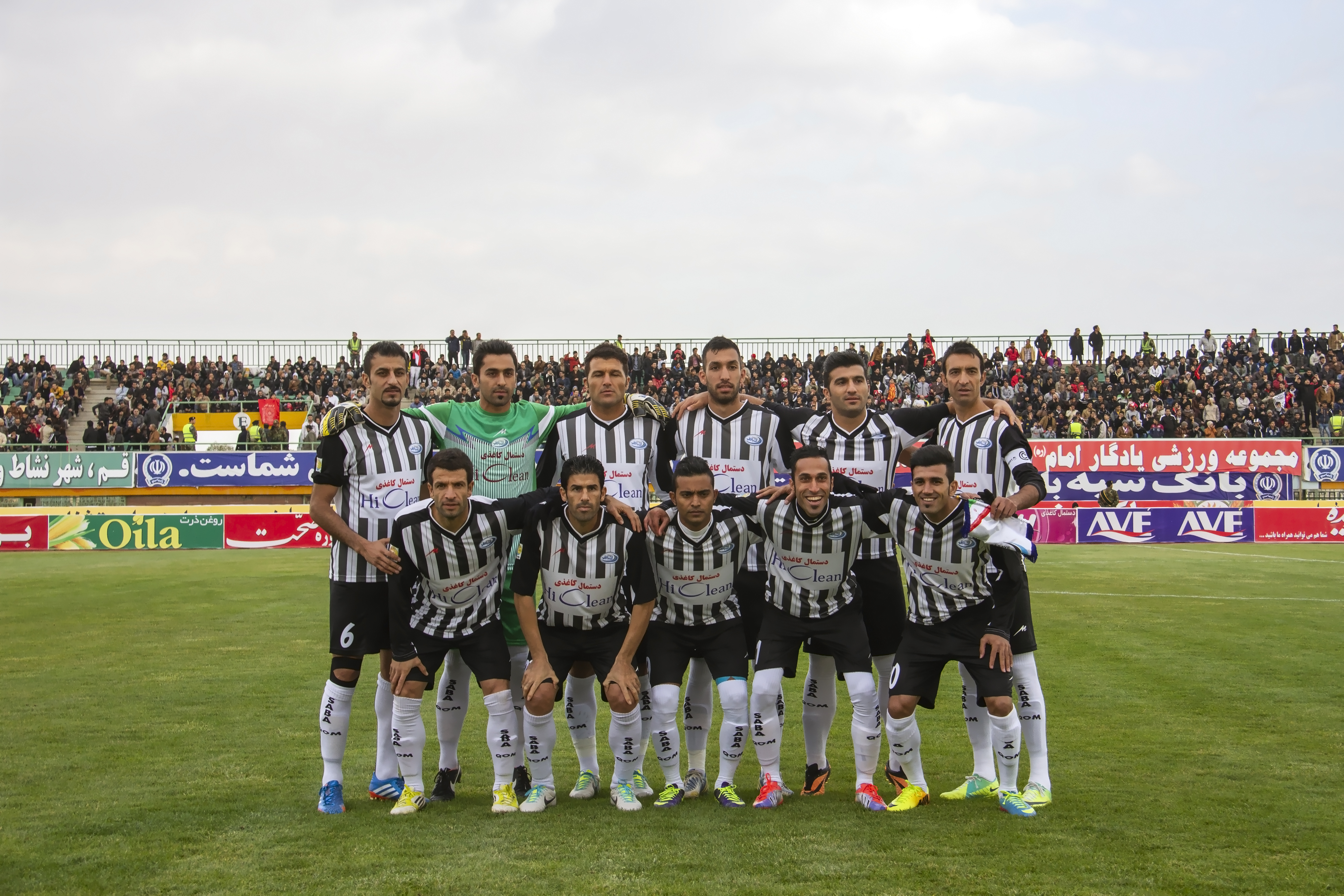
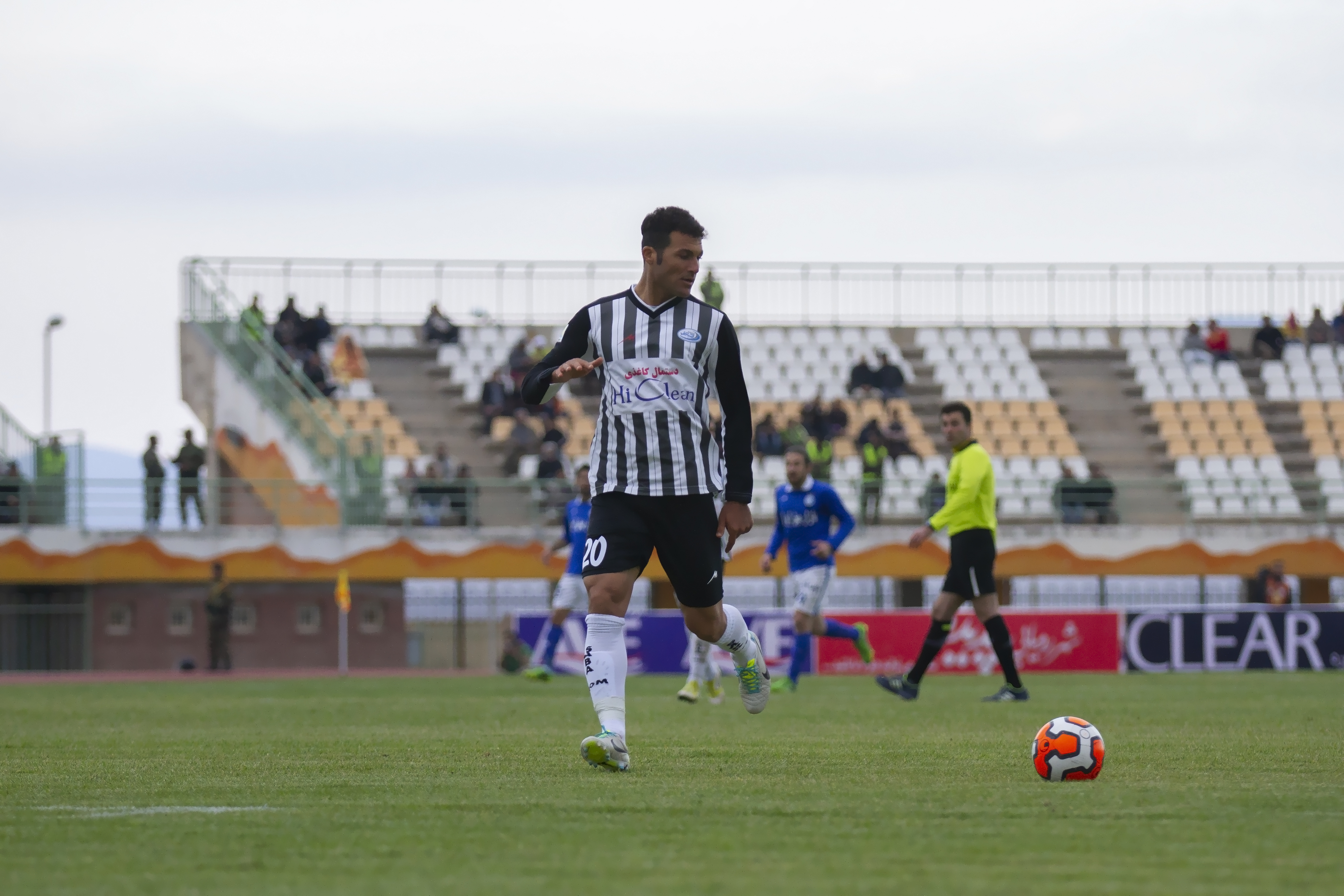
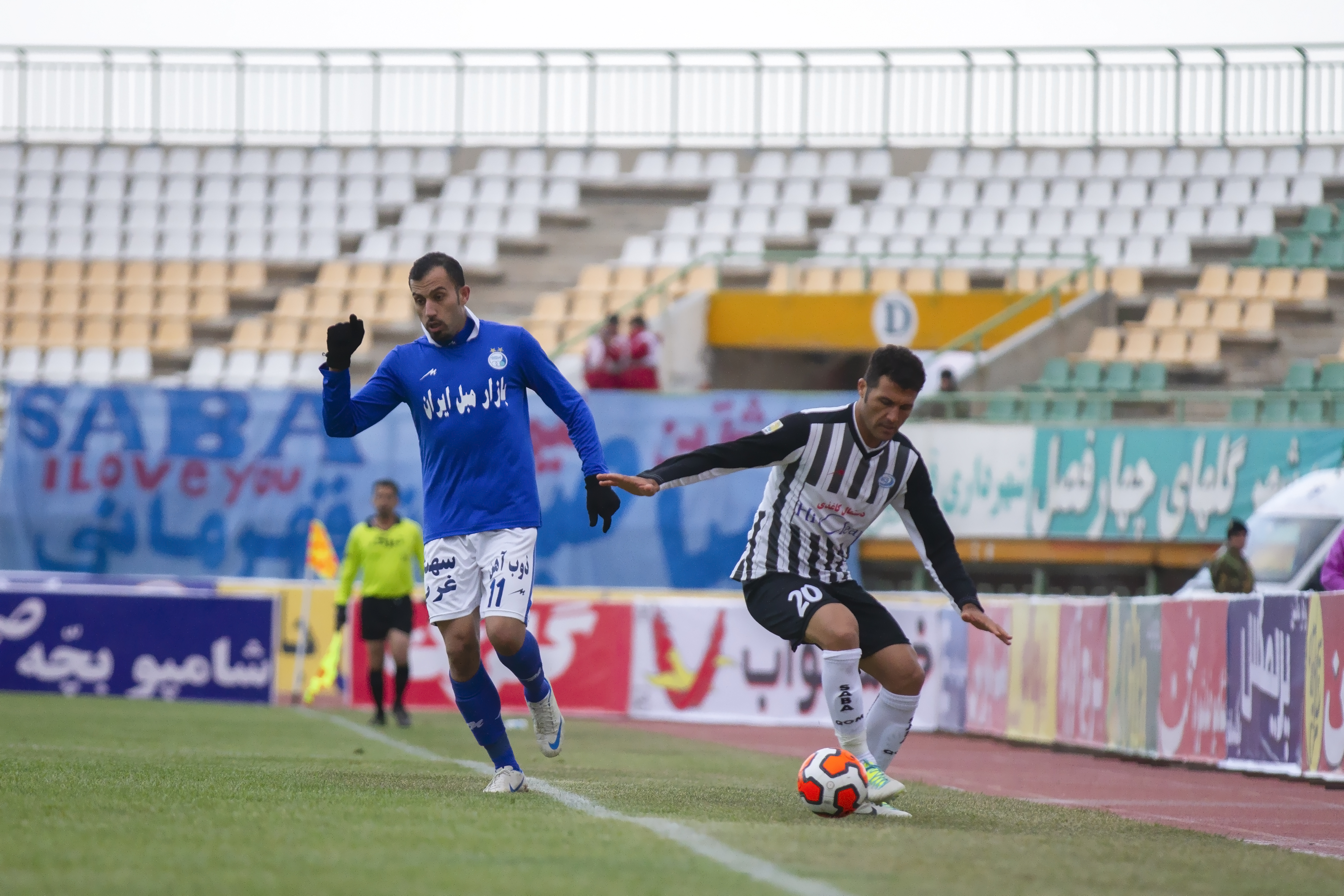
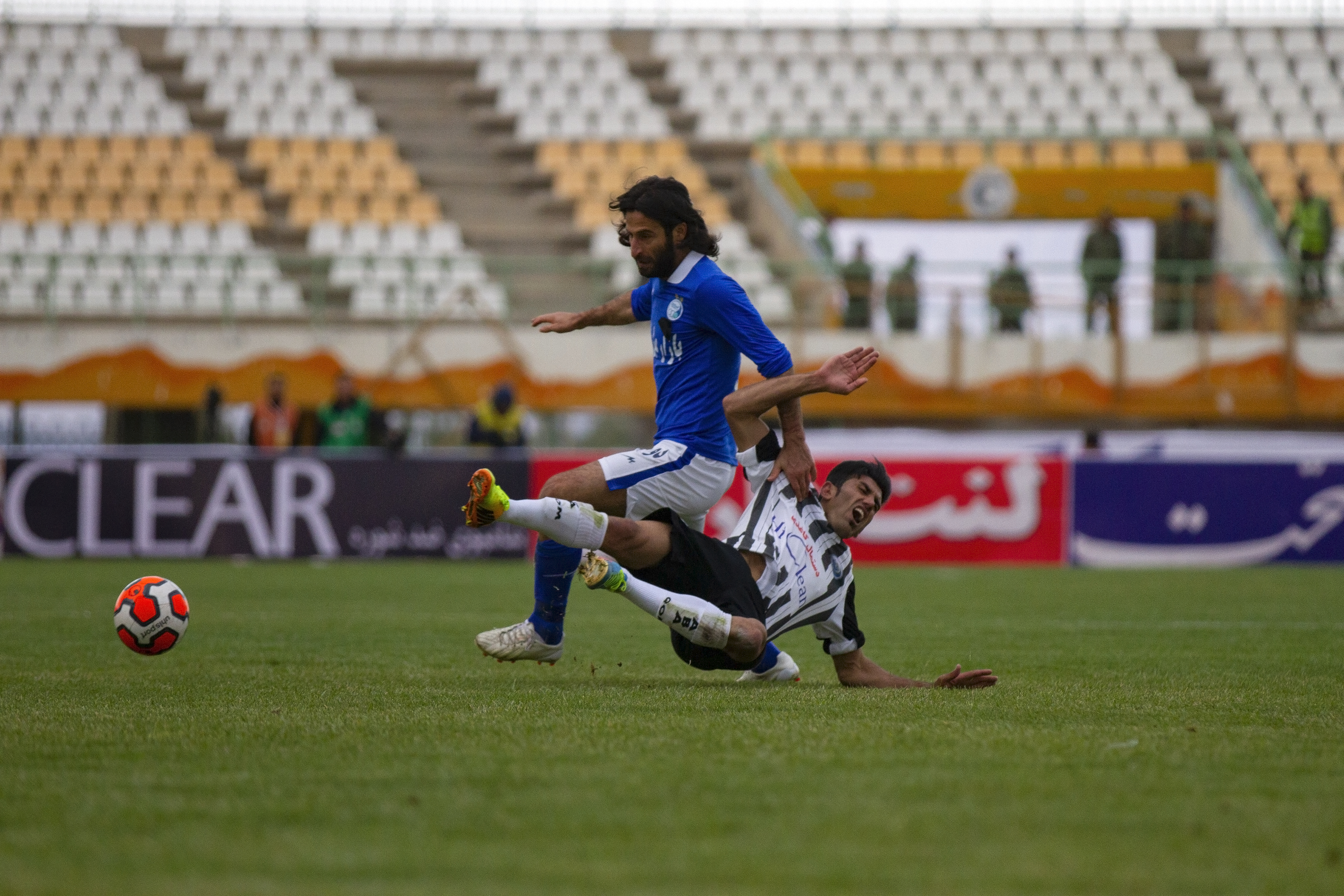

## 역대 우승 기록

#### 국내 타이틀
- 아자데간 리그:
  - 2004

- 하즈피 컵:
  - 2005

- 이란 슈퍼컵:
  - 2005

## 역대 감독
| 감독              | 임기        |
| ----------------- | ----------- |
| 야흐야 골모함마디 | 2008        |
| 알리 다에이       | 2015 ~ 2016 |
| 야흐야 골모함마디 | 2012        |